# Греція на зимових Олімпійських іграх 2018
Греція на зимових Олімпійських іграх 2018, що проходили з 9 по 25 лютого 2018 у Пхьончхані (Південна Корея), була представлена 4 спортсменами в 2 видах спорту (гірськолижний спорт і лижні перегони). Прапороносцем на церемонії відкриття була гірськолижниця Софія Раллі. Грецькі спортсмени не здобули жодної медалі.

## Спортсмени
| Вид спорту          | Чоловіки | Жінки | Всього |
| ------------------- | -------- | ----- | ------ |
| Гірськолижний спорт | 1        | 1     | 2      |
| Лижні перегони      | 1        | 1     | 2      |
| Усього              | 2        | 2     | 4      |

## Гірськолижний спорт
| Спортсмен       | Дисципліна                    | 1-й спуск    | 1-й спуск    | 2-й спуск    | 2-й спуск    | Разом        | Разом        |
| Спортсмен       | Дисципліна                    | Час          | Місце        | Час          | Місце        | Час          | Місце        |
| --------------- | ----------------------------- | ------------ | ------------ | ------------ | ------------ | ------------ | ------------ |
| Іоанніс Антоніу | гігантський слалом (чоловіки) | 1:17.38      | 56           | 1:15.92      | 43           | 2:33.30      | 46           |
| Іоанніс Антоніу | слалом (чоловіки)             | не фінішував | не фінішував | не фінішував | не фінішував | не фінішував | не фінішував |
| Софія Раллі     | гігантський слалом (жінки)    | 1:22.46      | 58           | 1:19.20      | 52           | 2:41.66      | 52           |
| Софія Раллі     | слалом (жінки)                | 57.95        | 48           | 57.49        | 44           | 1:55.44      | 44           |

## Лижні перегони
Дистанційні перегони
| Спортсмен         | Дисципліна                      | Фінал   | Фінал       | Фінал |
| Спортсмен         | Дисципліна                      | Час     | Відставання | Місце |
| ----------------- | ------------------------------- | ------- | ----------- | ----- |
| Апостолос Ангеліс | 15 км вільним стилем (чоловіки) | 38:56.4 | +5:12.5     | 81    |
| Марія Дану        | 10 км вільним стилем (жінки)    | 31:04.1 | +6:03.6     | 76    |

Спринт
| Спортсмен         | Дисципліна        | Кваліфікація | Кваліфікація | Чвертьфінал | Чвертьфінал | Півфінал   | Півфінал   | Фінал      | Фінал      |
| Спортсмен         | Дисципліна        | Час          | Місце        | Час         | Місце       | Час        | Місце      | Час        | Місце      |
| ----------------- | ----------------- | ------------ | ------------ | ----------- | ----------- | ---------- | ---------- | ---------- | ---------- |
| Апостолос Ангеліс | спринт (чоловіки) | 3:47.10      | 74           | не пройшов  | не пройшов  | не пройшов | не пройшов | не пройшов | не пройшов |